# Cytaea trispinifera
Cytaea trispinifera är en spindelart som beskrevs av Marples 1955. Cytaea trispinifera ingår i släktet Cytaea och familjen hoppspindlar. Inga underarter finns listade i Catalogue of Life.